# Silvestro Valenti
Silvestro Valenti (Monclassico, 24 novembre 1865 – Verona, 25 settembre 1916) è stato un avvocato e storico italiano.

## Biografia
Irredentista e amico di Cesare Battisti, dal 1884 è socio della SAT. Vice bibliotecario della Biblioteca comunale di Trento dal 1907 al 1911. È socio corrispondente dell'Accademia Roveretana degli Agiati dal 1913.

## Opere principali
- Statuti del comune di Monclassico, Tione di Trento, Antolini, 1899.
- Il monte Sadron nella Valle di Sole, Tione di Trento, Antolini, 1901.
- La cappella di S.Biagio presso Malé, Trento, S.T.E.T., 1909.